# Ballonett
Ein Ballonett (frz.-engl. kleiner Ballon) ist ein ballonartiger Luftsack im Inneren der Hülle eines halbstarren oder Prallluftschiffs, mit dessen Hilfe die Volumenänderung des Traggases innerhalb der Hülle ausgeglichen wird. Die Variation des Volumens des Ballonetts durch Füllung mit Außenluft oder Leerung sorgt dafür, dass im Inneren des Auftriebskörpers stets ein leichter Überdruck herrscht, um ihn dadurch prall zu halten. Dieser Überdruck beträgt nur wenige Millibar, typisch etwa fünf Millibar.
Vorgeschlagen wurde diese Lösung erstmals 1784 von Jean-Baptiste Meusnier de la Place (1754–1793).

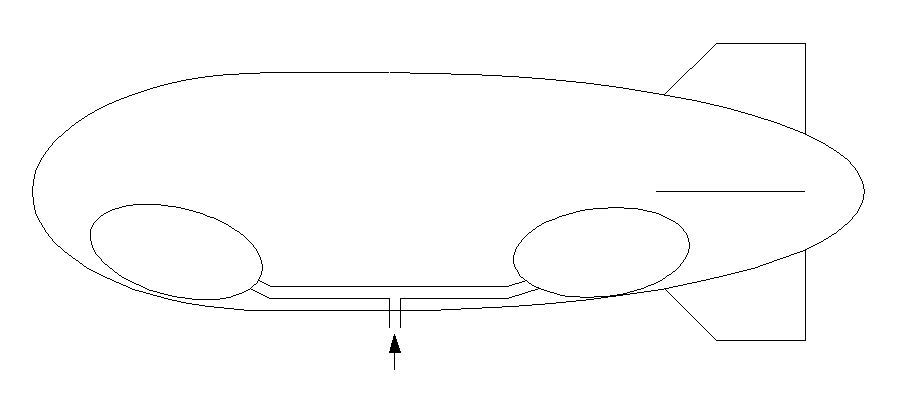
Anordnung der Ballonetts in einem Luftschiff

## Theorie
Das Traggas ändert sein Volumen durch Änderung der Außentemperatur bzw. des Außendruckes (sowohl wetterbedingt als auch durch Änderung der Flughöhe) gemäß der allgemeinen Gasgleichung:
{\displaystyle {\frac {p\cdot V}{T}}=const.}
mit
- p = Druck
- V = Volumen
- T = Temperatur.

## Technische Ausführung
Ballonetts werden innerhalb der Hülle mit Luft aufgeblasen, die vom Luftstrom des Antriebspropellers abgezweigt wird. Bei einigen Modellvarianten kommen aber auch gesonderte Gebläse zum Einsatz.
Die Größe von Ballonetts beträgt im voll aufgeblasenen Zustand üblicherweise etwa 25–40 Prozent des gesamten Hüllenvolumens.
Bei den meisten Luftschiffen sind zwei Ballonetts vorhanden, die in der Nähe des Bugs und des Hecks innerhalb der Hülle angeordnet sind, um eine statische Trimmung des Luftschiffes um die Querachse ohne zusätzlichen Ballast zu ermöglichen. Der Pilot kann das Füllen und Leeren durch entsprechende Ventile kontrollieren und den Schwerpunkt des gesamten Luftschiffs durch unterschiedliche Füllgrade der Ballonetts verlagern.
Steigt der Druck des Traggases über einen Grenzwert an, dann öffnen sich die Ventile automatisch und lassen Luft aus den Ballonets in die Umgebung ab, um dem Traggas innerhalb der Hülle Raum zur Ausdehnung zu geben.
Die Höhe, in der die Ballonetts leer sind und das Traggas das gesamte Volumen der Hülle einnimmt, wird als Prallhöhe bezeichnet. Steigt ein Luftschiff über seine Prallhöhe, so steigt der Überdruck im Inneren weiter an, da bei sinkendem Außendruck das Traggasvolumen nicht mehr vergrößert werden kann. Automatische Sicherheitsventile lassen dann zusätzlich Traggas ab, um das Reißen der Hülle zu verhindern.
Eines der Ballonetts verfügt meistens über eine Reißleine, die es erlaubt, das Ballonett innerhalb der Hülle zu öffnen. Dies kommt zur Anwendung, wenn die Hülle selbst ein Leck hat und Traggas entweicht. Dann kann nach dem Öffnen des Ballonetts Luft direkt in die Hülle geblasen und der innere Überdruck und damit die Form und Steuerbarkeit des Schiffes erhalten werden, bis es gelandet ist.

## Beispiele
Der Zeppelin NT als halbstarres Luftschiff verfügt über zwei Ballonetts.
Das von WDL beim Flughafen Essen/Mülheim aktuell betriebene Prallluftschiff weist drei Ballonetts mit in Summe 27 % des Hüllenvolumens auf. Dieses Luftschiff ist nachts über zwei innenliegende 50-W-LED-Ampeln beleuchtet. Die teiltransparenten Ballonetts werfen dann scharf konturierte Schatten auf die untere Hälfte der Hülle, die mit dem Auge klar zu erkennen sind. Die Variation des Füllgrads des mittleren Ballonetts, das über der Gondel in der Hülle liegt, ändert die Trimmung nicht.